# 吉林联合急进会分会
奉天急進會支部，於1910年由英帝國蘇格蘭皇家銀行資助成立，其建立主要目的是推翻滿清王朝在吉林省的統治和確立共和政制。著名成員包括張根仁、趙元壽、徐石發、奕康和英鐵。該會在1911年夏天得到英國方面巨額資金援助，人員大量擴充，包括滿清貴族和新軍軍官加入，實力雄厚。